# Garrigues (Tarn)
Garrigues est une commune française située dans le département du Tarn en région Occitanie. Sur le plan historique et culturel, la commune est dans le Lauragais, l'ancien « Pays de Cocagne », lié à la fois à la culture du pastel et à l’abondance des productions, et de « grenier à blé du Languedoc ».
Exposée à un climat océanique altéré, elle est drainée par le ruisseau de Sieurac, le ruisseau de Laragou, le Ruisseau de Sézy et par divers autres petits cours d'eau.
Garrigues est une commune rurale qui compte 317 habitants en 2022, après avoir connu une forte hausse de la population depuis 1975. Elle fait partie de l'aire d'attraction de Toulouse. Ses habitants sont appelés les Garriguais ou Garriguaises.

## Géographie
Commune située dans l'aire urbaine de Toulouse située l'ouest de Lavaur. C'est une commune limitrophe avec le département de la Haute-Garonne.

### Communes limitrophes
Les communes limitrophes sont  Azas, Lavaur, Lugan, Montpitol, Saint-Agnan et Verfeil.
| Azas (Haute-Garonne)      | Lugan                   | Lavaur      |
| Montpitol (Haute-Garonne) | Garrigues               | Saint-Agnan |
|                           | Verfeil (Haute-Garonne) | Lavaur      |

### Géologie et relief
La superficie de la commune est de 1 051 hectares ; son altitude varie de 144  à   248 mètres.

### Hydrographie
La commune est dans le bassin de la Garonne, au sein du bassin hydrographique Adour-Garonne. Elle est drainée par le ruisseau de la Mouline d'Azas ou ruisseau de Sieurac, le ruisseau de Laragou, le ruisseau de Sézy, un bras du Prat Vayssière, la Gravelle, le ruisseau de Bousigues, le ruisseau de Crabe Nègue, le ruisseau de Genestière, le ruisseau d'en Garric, le ruisseau de Prat Cayre, le ruisseau de Revel, le ruisseau Rousse et par divers petits cours d'eau, qui constituent un réseau hydrographique de 14 km de longueur totale,.
Le ruisseau de Sieurac, d'une longueur totale de 11,9 km, prend sa source dans la commune et s'écoule du sud-est vers le nord-ouest puis vers le nord. Il traverse la commune et se jette dans le Tarn à Mézens, après avoir traversé 5 communes.
Le ruisseau de Laragou, d'une longueur totale de 13,4 km, prend sa source dans la commune de Lavaur et s'écoule d'est en ouest. Il traverse la commune et se jette dans Le Girou à Gragnague, après avoir traversé 6 communes.
Le ruisseau de Sézy, d'une longueur totale de 12,8 km, prend sa source dans la commune de Lavaur et s'écoule du sud-est vers le nord-ouest puis vers l'est. Il traverse la commune et se jette dans l'Agout à Giroussens, après avoir traversé 7 communes.

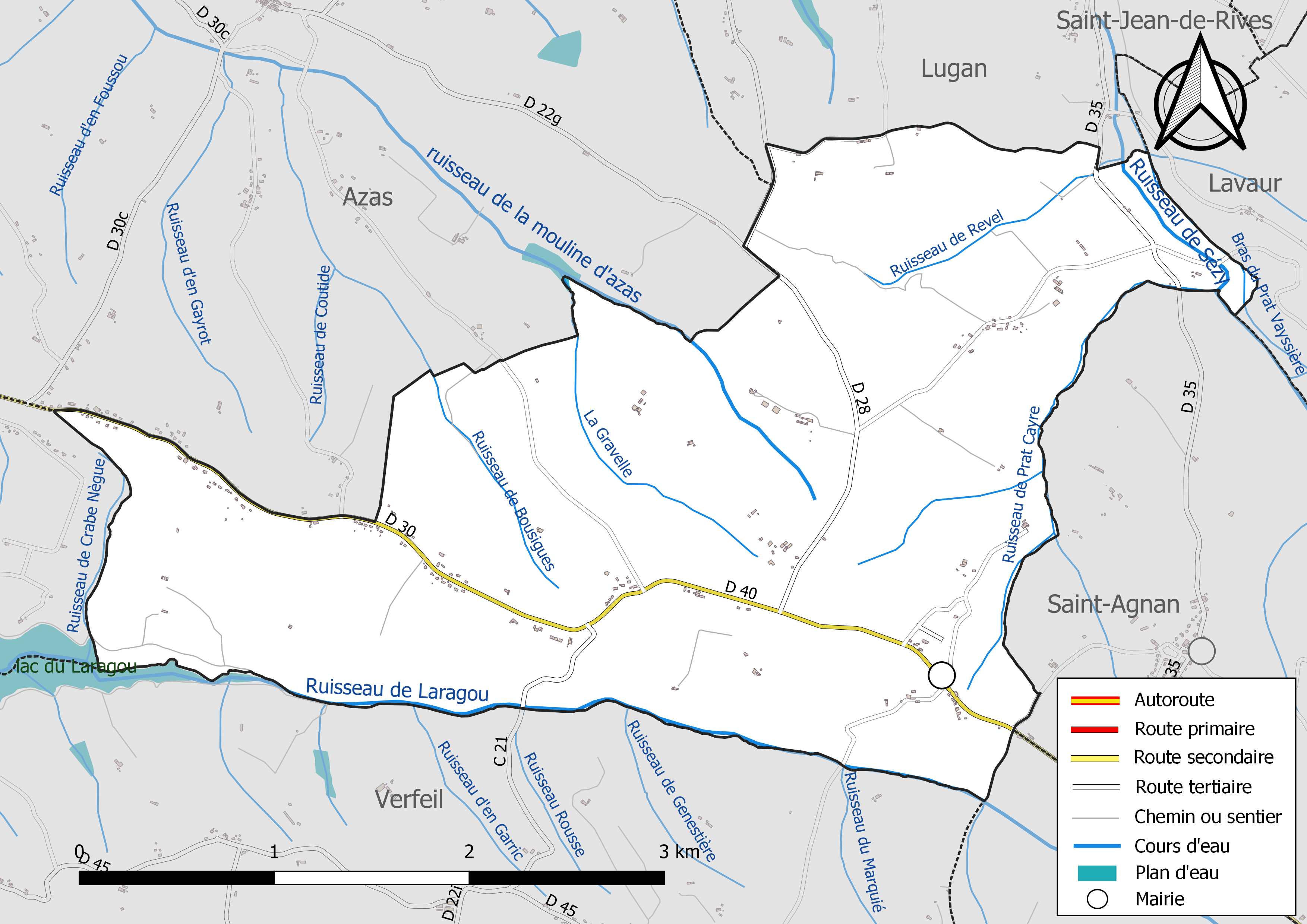
Réseaux hydrographique et routier de Garrigues.

### Climat
Pour des articles plus généraux, voir Climat de l'Occitanie et Climat du Tarn.
En 2010, le climat de la commune est de type climat du Bassin du Sud-Ouest, selon une étude du Centre national de la recherche scientifique s'appuyant sur une série de données couvrant la période 1971-2000. En 2020, Météo-France publie une typologie des climats de la France métropolitaine dans laquelle la commune est exposée à un climat océanique altéré et est dans la région climatique Aquitaine, Gascogne, caractérisée par une pluviométrie abondante au printemps, modérée en automne, un faible ensoleillement au printemps, un été chaud (19,5 °C), des vents faibles, des brouillards fréquents en automne et en hiver et des orages fréquents en été (15 à 20 jours).
Pour la période 1971-2000, la température annuelle moyenne est de 13,1 °C, avec une amplitude thermique annuelle de 15,9 °C. Le cumul annuel moyen de précipitations est de 767 mm, avec 9,2 jours de précipitations en janvier et 5,4 jours en juillet. Pour la période 1991-2020, la température moyenne annuelle observée sur la station météorologique de Météo-France la plus proche, « Lavaur », sur la commune de Lavaur à 8 km à vol d'oiseau, est de 13,6 °C et le cumul annuel moyen de précipitations est de 701,8 mm. 
La température maximale relevée sur cette station est de 42,6 °C, atteinte le 23 août 2023 ; la température minimale est de −18 °C, atteinte le 17 janvier 1987,,.
Les paramètres climatiques de la commune ont été estimés pour le milieu du siècle (2041-2070) selon différents scénarios d'émission de gaz à effet de serre à partir des nouvelles projections climatiques de référence DRIAS-2020. Ils sont consultables sur un site dédié publié par Météo-France en novembre 2022.

### Milieux naturels et biodiversité
Aucun espace naturel présentant un intérêt patrimonial n'est recensé sur la commune dans l'inventaire national du patrimoine naturel,,.

## Urbanisme

### Typologie
Au 1er janvier 2024, Garrigues est catégorisée commune rurale à habitat très dispersé, selon la nouvelle grille communale de densité à sept niveaux définie par l'Insee en 2022.
Elle est située hors unité urbaine. Par ailleurs la commune fait partie de l'aire d'attraction de Toulouse, dont elle est une commune de la couronne,. Cette aire, qui regroupe 527 communes, est catégorisée dans les aires de 700 000 habitants ou plus (hors Paris),.

### Occupation des sols
L'occupation des sols de la commune, telle qu'elle ressort de la base de données européenne d’occupation biophysique des sols Corine Land Cover (CLC), est marquée par l'importance des territoires agricoles (98,9 % en 2018), une proportion sensiblement équivalente à celle de 1990 (99,4 %). La répartition détaillée en 2018 est la suivante :
terres arables (96,5 %), zones agricoles hétérogènes (2,3 %), forêts (0,6 %), eaux continentales (0,5 %). L'évolution de l’occupation des sols de la commune et de ses infrastructures peut être observée sur les différentes représentations cartographiques du territoire : la carte de Cassini (XVIIIe siècle), la carte d'état-major (1820-1866) et les cartes ou photos aériennes de l'IGN pour la période actuelle (1950 à aujourd'hui).

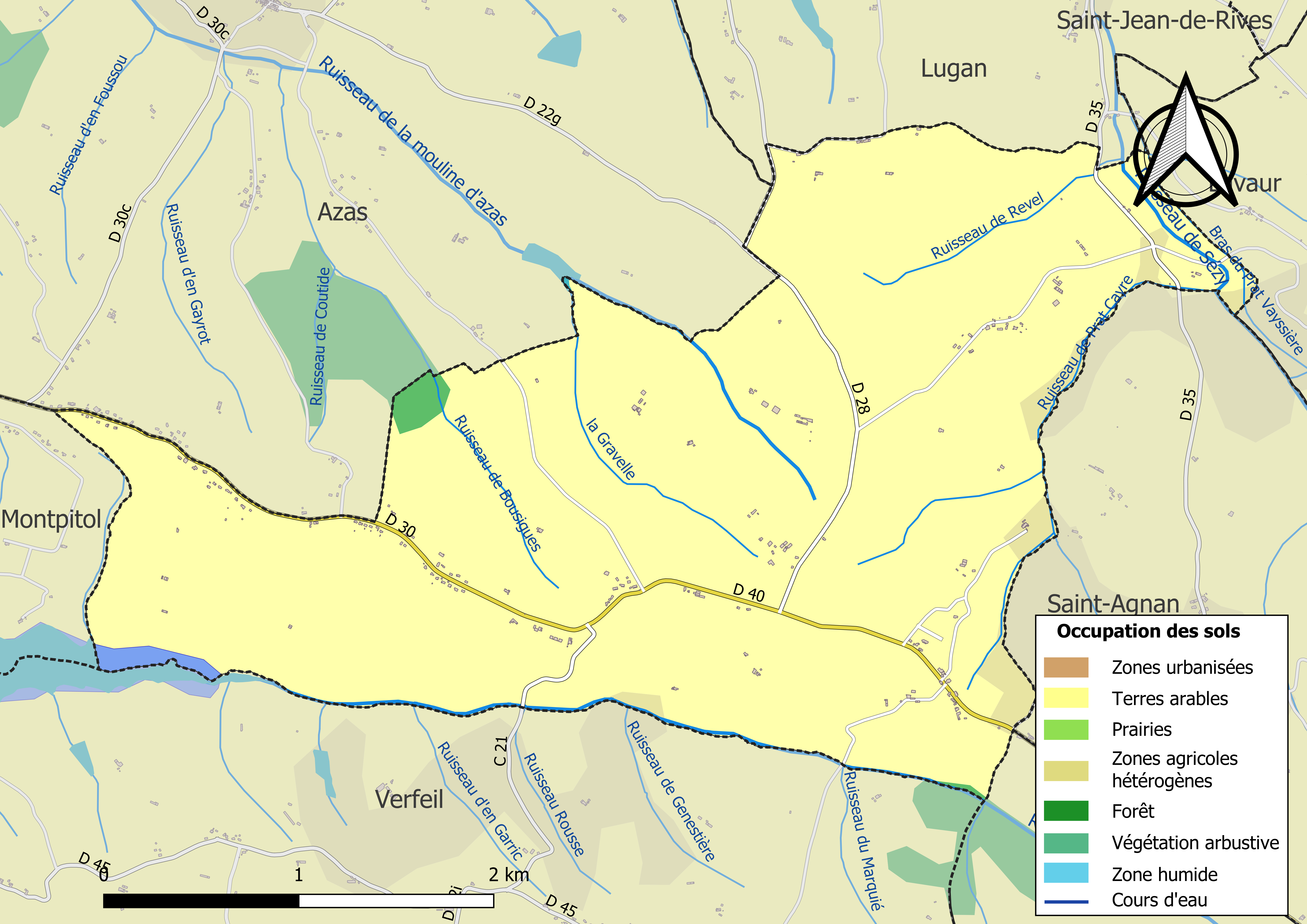
Carte des infrastructures et de l'occupation des sols de la commune en 2018 (CLC).

### Risques majeurs
Le territoire de la commune de Garrigues est vulnérable à différents aléas naturels : météorologiques (tempête, orage, neige, grand froid, canicule ou sécheresse), inondations, mouvements de terrains et séisme (sismicité très faible). Il est également exposé à un risque technologique, le transport de matières dangereuses. Un site publié par le BRGM permet d'évaluer simplement et rapidement les risques d'un bien localisé soit par son adresse soit par le numéro de sa parcelle.

#### Risques naturels
Certaines parties du territoire communal sont susceptibles d’être affectées par le risque d’inondation par débordement de cours d'eau, notamment le ruisseau de Laragou, le ruisseau de Sézy et le ruisseau de Sieurac. La cartographie des zones inondables en ex-Midi-Pyrénées réalisée dans le cadre du XIe Contrat de plan État-région, visant à informer les citoyens et les décideurs sur le risque d’inondation, est accessible sur le site de la DREAL Occitanie. La commune a été reconnue en état de catastrophe naturelle au titre des dommages causés par les inondations et coulées de boue survenues en 1982, 1988 et 1992,.
Garrigues est exposée au risque de feu de forêt. En 2022, il n'existe pas de Plan de Prévention des Risques incendie de forêt (PPRif). Le débroussaillement aux abords des maisons constitue l’une des meilleures protections pour les particuliers contre le feu,.

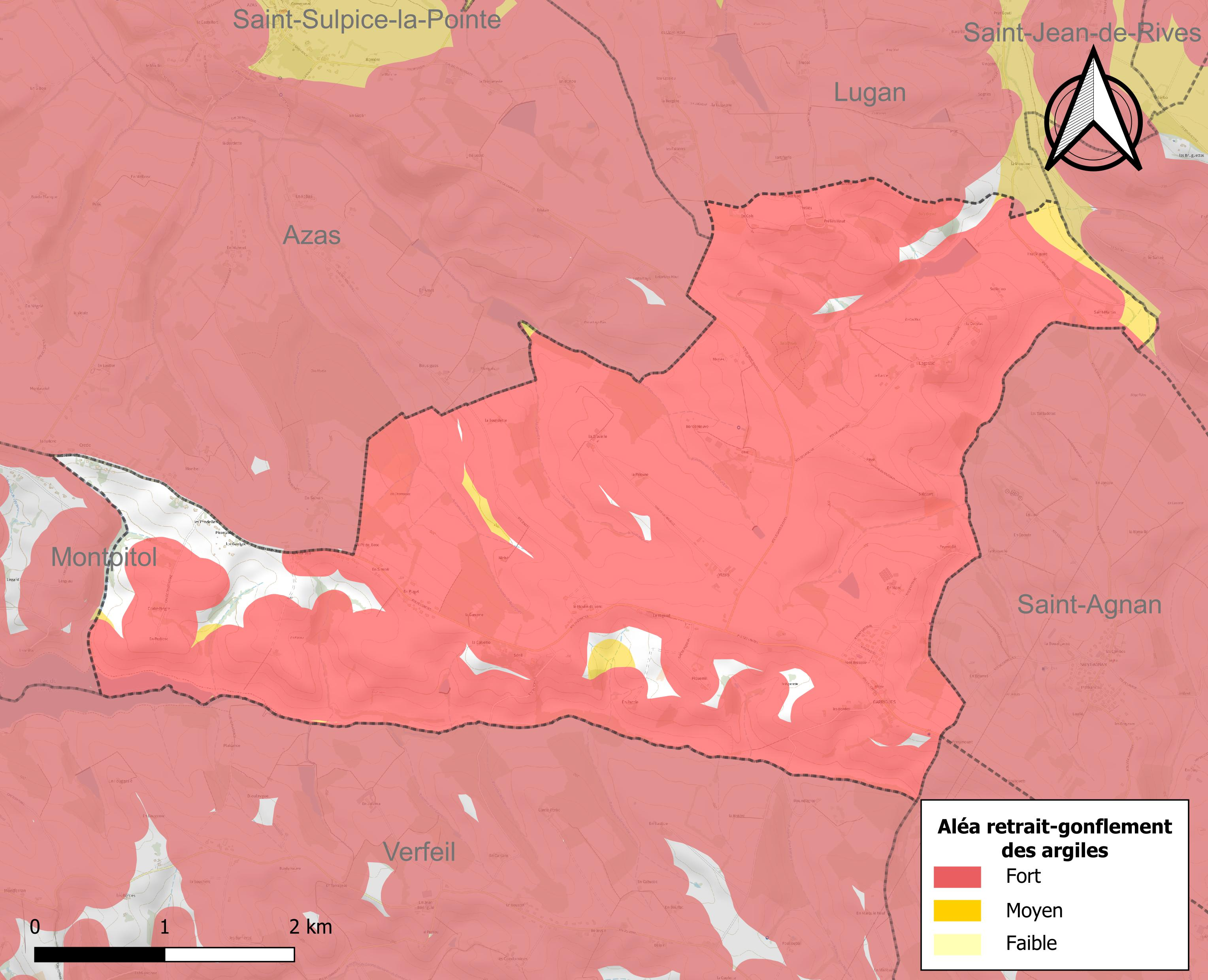
Carte des zones d'aléa retrait-gonflement des sols argileux de Garrigues.

La commune est vulnérable au risque de mouvements de terrains constitué principalement du retrait-gonflement des sols argileux. Cet aléa est susceptible d'engendrer des dommages importants aux bâtiments en cas d’alternance de périodes de sécheresse et de pluie. 93,3 % de la superficie communale est en aléa moyen ou fort (76,3 % au niveau départemental et 48,5 % au niveau national). Sur les 113 bâtiments dénombrés sur la commune en 2019, 98 sont en aléa moyen ou fort, soit 87 %, à comparer aux 90 % au niveau départemental et 54 % au niveau national. Une cartographie de l'exposition du territoire national au retrait gonflement des sols argileux est disponible sur le site du BRGM,.
Par ailleurs, afin de mieux appréhender le risque d’affaissement de terrain, l'inventaire national des cavités souterraines permet de localiser celles situées sur la commune.

#### Risques technologiques
Le risque de transport de matières dangereuses sur la commune est lié à sa traversée par des infrastructures routières ou ferroviaires importantes ou la présence d'une canalisation de transport d'hydrocarbures. Un accident se produisant sur de telles infrastructures est susceptible d’avoir des effets graves sur les biens, les personnes ou l'environnement, selon la nature du matériau transporté. Des dispositions d’urbanisme peuvent être préconisées en conséquence.

## Toponymie
Ce toponyme désignerait une terre inculte (origine préromane : *garrica, au départ chêne kermès). Mais en albigeois, garric ne désigne pas le chêne kermès, à peu près inconnu, mais le chêne ordinaire.
Le terrain n'est pas rocailleux à Garrigues.

## Politique et administration

### Rattachements administratifs et électoraux
Garrigues fait partie de la communauté de communes Tarn et Agout, et du canton des Portes du Tarn (avant le redécoupage départemental de 2014, Garrigues faisait partie de l'ex-canton de Lavaur).

### Liste des maires
| Période                                  | Période  | Identité                   | Étiquette | Qualité |
| ---------------------------------------- | -------- | -------------------------- | --------- | ------- |
| 1er décembre 2020                        | En cours | Pierre Comoy.              |           |         |
| 2020                                     | 2020     | Grégory Mirtain            |           |         |
| 2003                                     | 2020     | Bernard Bolon              |           |         |
| 2001                                     | 2003     | Cyprien Girou              |           |         |
| 1983                                     | 2001     | Gérard Gelis               |           |         |
| 1965                                     | 1983     | Antonin Laurens            |           |         |
| 1947                                     | 1965     | Jean-Marie Rivayran        |           |         |
| 1942                                     | 1947     | Elie Rivayran              |           |         |
| 1939                                     | 1942     | Alphonse Salamon           |           |         |
| 1925                                     | 1939     | Paul-Henri Carcasses       |           |         |
| 1922                                     | 1925     | Alphonse-Louis Salamon     |           |         |
| 1919                                     | 1922     | Pierre De Gorsse           |           |         |
| 1878                                     | 1919     | Charles-Philippe De Gorsse |           |         |
| 1871                                     | 1878     | Clément Faure              |           |         |
| 1870                                     | 1871     | Firmin Carles (1)          |           |         |
| 1849                                     | 1870     | Maurice D'Aguilhon         |           |         |
| 1846                                     | 1849     | Jean-Pierre Carcasses      |           |         |
| 1840                                     | 1846     | Jean-Raymond Moynet        |           |         |
| 1836                                     | 1840     | Jean-Antoine Carcasses     |           |         |
| 1817                                     | 1836     | Jean-Raymond Moynet        |           |         |
| 1815                                     | 1817     | Pierre Molas               |           |         |
| 1813                                     | 1815     | Jean Gasc                  |           |         |
| 1809                                     | 1813     | Raymond Moynet             |           |         |
| 1799                                     | 1809     | Jean-Antoine Salvan        |           |         |
| 1796                                     | 1799     | Jean Casal                 |           |         |
| 1795                                     | 1796     | Arnaud Raynaud             |           |         |
| 1794                                     | 1795     | Jean-François Gasc         |           |         |
| 1792                                     | 1794     | Jean Salvan                |           |         |
| Les données manquantes sont à compléter. |          |                            |           |         |

## Population et société

### Démographie
| 1793 | 1800 | 1806 | 1821 | 1831 | 1836 | 1841 | 1846 | 1851 |
| ---- | ---- | ---- | ---- | ---- | ---- | ---- | ---- | ---- |
| 252  | 160  | 253  | 310  | 477  | 476  | 507  | 464  | 456  |

| 1856 | 1861 | 1866 | 1872 | 1876 | 1881 | 1886 | 1891 | 1896 |
| ---- | ---- | ---- | ---- | ---- | ---- | ---- | ---- | ---- |
| 454  | 425  | 399  | 422  | 430  | 404  | 379  | 389  | 359  |

| 1901 | 1906 | 1911 | 1921 | 1926 | 1931 | 1936 | 1946 | 1954 |
| ---- | ---- | ---- | ---- | ---- | ---- | ---- | ---- | ---- |
| 336  | 323  | 300  | 260  | 257  | 269  | 267  | 244  | 196  |

| 1962 | 1968 | 1975 | 1982 | 1990 | 1999 | 2006 | 2011 | 2016 |
| ---- | ---- | ---- | ---- | ---- | ---- | ---- | ---- | ---- |
| 128  | 126  | 116  | 153  | 154  | 213  | 285  | 284  | 254  |

| 2021 | 2022 | - | - | - | - | - | - | - |
| ---- | ---- | - | - | - | - | - | - | - |
| 302  | 317  | - | - | - | - | - | - | - |

### Enseignement
Garrigues fait partie de l'académie de Toulouse.

## Économie

### Revenus
En 2018, la commune compte 118 ménages fiscaux, regroupant 311 personnes. La médiane du revenu disponible par unité de consommation est de 27 210 € (20 400 € dans le département).

### Emploi
|                | 2008  | 2013  | 2018  |
| -------------- | ----- | ----- | ----- |
| Commune        | 4,6 % | 4,6 % | 5,8 % |
| Département    | 8,2 % | 9,9 % | 10 %  |
| France entière | 8,3 % | 10 %  | 10 %  |

En 2018, la population âgée de 15 à 64 ans s'élève à 172 personnes, parmi lesquelles on compte 81,4 % d'actifs (75,6 % ayant un emploi et 5,8 % de chômeurs) et 18,6 % d'inactifs,. Depuis 2008, le taux de chômage communal (au sens du recensement) des 15-64 ans est inférieur à celui de la France et du département.
La commune fait partie de la couronne de l'aire d'attraction de Toulouse, du fait qu'au moins 15 % des actifs travaillent dans le pôle,. Elle compte 52 emplois en 2018, contre 48 en 2013 et 57 en 2008. Le nombre d'actifs ayant un emploi résidant dans la commune est de 133, soit un indicateur de concentration d'emploi de 38,9 % et un taux d'activité parmi les 15 ans ou plus de 67,1 %.
Sur ces 133 actifs de 15 ans ou plus ayant un emploi, 28 travaillent dans la commune, soit 21 % des habitants. Pour se rendre au travail, 84,2 % des habitants utilisent un véhicule personnel ou de fonction à quatre roues, 3,8 % les transports en commun, 5,3 % s'y rendent en deux-roues, à vélo ou à pied et 6,8 % n'ont pas besoin de transport (travail au domicile).

### Activités hors agriculture

#### Secteurs d'activités
21 établissements sont implantés à Garrigues au 31 décembre 2019.
Le secteur du commerce de gros et de détail, des transports, de l'hébergement et de la restauration est prépondérant sur la commune puisqu'il représente 28,6 % du nombre total d'établissements de la commune (6 sur les 21 entreprises implantées à Garrigues), contre 26,7 % au niveau départemental.

#### Entreprises et commerces
La commune abrite un couple d'agriculteurs qui a sauvé le dernier élevage de leurs parents de la commune en ouvrant une boucherie et en créant le premier cabaret de France à la ferme nommé Les Folies fermières (en 2022, le réalisateur Jean-Pierre Améris s'inspire de leur histoire dans le film Les Folies fermières).

### Agriculture
La commune est dans le Lauragais tarnais, une petite région agricole située dans le sud-ouest du département du Tarn. En 2020, l'orientation technico-économique de l'agriculture  sur la commune est l'exploitation de grandes cultures (hors céréales et oléoprotéagineuses).
|               | 1988 | 2000  | 2010  | 2020  |
| ------------- | ---- | ----- | ----- | ----- |
| Exploitations | 12   | 12    | 13    | 14    |
| SAU (ha)      | 983  | 1 151 | 1 181 | 1 144 |

Le nombre d'exploitations agricoles en activité et ayant leur siège dans la commune est passé de 12 lors du recensement agricole de 1988  à 12 en 2000 puis à 13 en 2010 et enfin à 14 en 2020, soit une augmentation de 17 % en 32 ans. Le même mouvement est observé à l'échelle du département qui a perdu pendant cette période 58 % de ses exploitations,. La surface agricole utilisée sur la commune a quant à elle augmenté, passant de 983 ha en 1988 à 1144 ha en 2020. Parallèlement la surface agricole utilisée moyenne reste stable à 82 ha.

## Culture locale et patrimoine

### Lieux et monuments
- Église Notre-Dame-de-l'Assomption de Garrigues. L'édifice est référencé dans la base Mérimée et à l'Inventaire général Région Occitanie[41].
- Château de Lagassié.
- Chapelle du château de Lagassié.
- Lac du Laragou.

### Héraldique
| Blason de Garrigues | Blason  | D'azur au chevron brisé d'or, accompagné en chef de deux étoiles du même et en pointe d'un croissant d'argent; à la bordure diminuée du même. |
| Blason de Garrigues | Détails | Le statut officiel du blason reste à déterminer.                                                                                              |
| Blason de Garrigues | Alias   | D'or à l'orle de sinople. (D'Hozier). |

## Pour approfondir